# Garcigalindo
Garcigalindo es una entidad de población española, hoy día despoblada, del municipio de Narros de Matalayegua, perteneciente a la provincia de Salamanca, en la comunidad autónoma de Castilla y León.

## Historia
Hacia mediados del siglo XIX, el lugar, una alquería, ya pertenecía al municipio de Narros de Matalayegua. Aparece descrito en el octavo volumen del Diccionario geográfico-estadístico-histórico de España y sus posesiones de Ultramar de Pascual Madoz con las siguientes palabras:

GARCIGALINDO: alq. agregada al ayunt. de Narros de Matalayegua en la prov. y dióc. de Salamanca, part. jud. de Sequeros: sit. en una ladera al S. del sierro llamado Castrochico con buena ventilacion y clima sano. Tiene 3 casas, entre ellas una muy régular. Confina al N. con Cortos de la Sierra y Casasola (part. de Salamanca); E. Cabrera (part. anterior); S. con su ayunt., y O. Herreros de Peña de Cabra y Peralejos de Solís: se estiende de N. á S. y de E. á O. 1/2 leg. El terreno es de miga y de buena calidad, con un monte de encina y escelentes pastos. Este sitio casi está dedicado al pastoreo del ganado, y muy poco á la labranza, por lo que las prod. de cereales son casi nulas.
(Madoz, 1847, p. 309)

En 2023, la entidad singular de población de Garcigalindo tenía empadronados 0 habitantes.